# Remigio Morales Bermúdez
Pour les articles homonymes, voir Bermúdez.
Remigio Morales Bermúdez, né le 30 septembre 1836 à Pica, Tarapacá (Pérou), et mort le 1er avril 1894 à Lima, est un homme d'État et un général péruvien, président de la République de 1890 à 1894.

## Biographie
Il est membre du Parti constitutionnaliste de son prédécesseur au poste de président, le général Andrés Avelino Cáceres, dont il poursuit la politique à tel point qu'il est d'ailleurs considéré comme étant une créature entre les mains de ce dernier (Cáceres ne pouvait brider un second mandat consécutif, en vertu de la Constitution péruvienne, et a donc choisi Remigio Morales Bermúdez pour lui succéder). Il meurt en fonctions, à Lima, le 1er avril 1894, et Justiniano Borgoño lui succède afin d'assurer l'intérim jusqu'à une nouvelle élection. 
Son petit-fils, Francisco Morales Bermúdez, qu'il n'a jamais vu de son vivant, est à son tour président de la République de 1975 à 1980.